# Gare d'Offenbach-sur-le-Main Est
La gare d'Offenbach Est (en allemand Bahnhof Offenbach (Main) Ost) est une gare ferroviaire de la commune allemande d'Offenbach-sur-le-Main (Land de Hesse).

## Situation ferroviaire
La gare se situe après le city tunnel d'Offenbach.

## Service des voyageurs

### Desserte
La gare est desservie par les lignes S1, 2, 8 et 9 du S-Bahn Rhin-Main.